# Nałaby
Nałaby (deutsch Nallaben) ist ein Ort in der polnischen Woiwodschaft Ermland-Masuren. Er gehört zur Landgemeinde Lelkowo (Lichtenfeld) im Powiat Braniewski (Kreis Braunsberg).

## Geographische Lage
Nałaby liegt im Nordwesten der Woiwodschaft Ermland-Masuren, 23 Kilometer südöstlich der Kreisstadt Braniewo (Braunsberg).

## Geschichte
Das kleine Dorf Nalaben, das sich erst nach 1820 Nallaben schrieb, bestand aus mehreren kleinen Höfen und Gehöften. Als eine Landgemeinde wurde der Ort 1874 in den neu errichteten Amtsbezirk Peterswalde (heute polnisch Piotrowiec) im ostpreußischen Kreis Braunsberg, Regierungsbezirk Königsberg, aufgenommen. 47 Einwohner zählte Nallaben im Jahre 1910.
Am 17. Oktober 1928 verlor Nallaben seine Eigenständigkeit und wurde mit dem Nachbarort Klein Klaussitten (Kłusity Małe) nach Peterswalde eingemeindet.
Im Jahre 1945 wurde das gesamte südliche Ostpreußen in Kriegsfolge an Polen abgetreten. Nallaben erhielt die polnische Namensform „Nałaby“ und ist heute eine Ortschaft im Verbund der Gmina Lelkowo (Landgemeinde Lichtenfeld) im Powiat Braniewski (Kreis Braunsberg), von 1975 bis 1998 der Woiwodschaft Elbląg, seither der Woiwodschaft Ermland-Masuren zugehörig.

## Religion
Nałaby gehört heute wie Nallaben vor 1945 zur römisch-katholischen Pfarrei Piotrowiec (Peterswalde) im Dekanat Orneta (Wormditt) im Erzbistum Ermland. Bis 1945 war der Ort auch in die evangelische Pfarrkirche Mehlsack (Pieniężno) in der Kirchenprovinz Ostpreußen der Kirche der Altpreußischen Union eingepfarrt, und ist heute der Diözese Masuren der Evangelisch-Augsburgischen Kirche in Polen zugeordnet.

## Verkehr
Nałaby liegt an einer Nebenstraße, die von der polnischen Woiwodschaftsstraße 507 (hier im Abschnitt der einstigen deutschen Reichsstraße 142), bei Piotrowiec (Peterswalde) abzweigt und nach Wołowo (Wohlau) führt. Eine Anbindung an den Bahnverkehr besteht nicht.